# Vehari (Distrikt)
Der Distrikt Vehari ist ein Verwaltungsdistrikt in Pakistan in der Provinz Punjab. Sitz der Distriktverwaltung ist die gleichnamige Stadt Vehari.
Der Distrikt hat eine Fläche von 4364 km² und nach der Volkszählung von 2017 2.897.446 Einwohner. Die Bevölkerungsdichte beträgt 660 Einwohner/km². Im Distrikt wird zur Mehrheit die Sprache Panjabi gesprochen.

## Geografie
Der Distrikt grenzt im Süden an Bahawalnagar und Bahawalpur, im Osten an Pakpattan, im Westen an Khanewal und Lodhran und im Norden an Sahiwal und Khanewal. Der Distrikt liegt am rechten Ufer des Flusses Satlej, der seine südliche Grenze bildet.
Jallah Jeem ist die drittgrößte Stadt des Distrikts.

## Demografie
Zwischen 1998 und 2017 wuchs die Bevölkerung um jährlich 1,73 %. Von der Bevölkerung leben ca. 17 % in städtischen Regionen und ca. 83 % in ländlichen Regionen. In 458.068  Haushalten leben 1.462.027   Männer, 1.435.212 Frauen und 207 Transgender, woraus sich ein Geschlechterverhältnis von 101,9 Männer pro 100 Frauen ergibt und damit einen für Pakistan üblichen Männerüberschuss. Die Alphabetisierungsrate in den Jahren 2014/15 bei der Bevölkerung über 10 Jahren liegt bei 47 % (Frauen: 38 %, Männer: 57 %) und liegt damit unter dem Durchschnitt der Provinz Punjab von 63 %.
| Jahr | Einwohnerzahl |
| ---- | ------------- |
| 1972 | 1.027.319     |
| 1981 | 1.328.808     |
| 1998 | 2.090.416     |
| 2017 | 2.897.446     |